# Fasziolose
Die Fasziolose, der Befall mit dem Großen Leberegel (Fasciola hepatica), ist eine Zoonose, die Wiederkäuer, insbesondere Schafe und Rinder, befällt. Durch Verschiffung von Vieh nach Übersee wurde diese ursprünglich europäische Krankheit in die Tropen eingeführt. In Afrika und Asien ist Fasciola gigantica der Haupterreger der Fasziolose. Sie tritt heutzutage nur noch sporadisch in Mitteleuropa auf. Humane Infektionen finden in der Regel durch Aufnahme metazerkarienhaltiger Wasser- oder Ufergewächse, zum Beispiel Brunnenkresse oder Kopfsalat, statt. Als Vektoren fungieren Wasserschnecken, die Mirazidien aufnehmen und Zerkarien in Zystenform wieder ausscheiden. Diese enzystieren sich an den erwähnten Gewächsen. Die oral aufgenommenen Metazerkarien durchdringen aktiv die Darmschleimhaut und suchen sich ihren Weg zum Lebergewebe. Beim Eindringen in die Leberkapsel ist als Komplikation über ein unter der Leberkapsel liegendes (subkapsuläres) Hämatom berichtet worden.
In Ausnahmefällen kann es zu einem Befall von anderen Organen als der Leber (ektopen Läsionen) kommen. Über Absiedelungen in der Haut (dermal), im Augeninneren (intraokular), in Muskeln, im Gehirn (cerebral), im Blinddarm, in der Bauchspeicheldrüse und in den Nebenhoden (ependydimal) ist berichtet worden. Häufiger sind Beteiligungen der Pleura und des Herzbeutels, wobei noch ungeklärt ist, ob es sich dabei um Befall mit Leberegeln oder eine immunallergische Reaktionen handelt. Die Parasiten dringen schließlich in das Gallengangsystem ein und führen dort zu Umbauvorgängen des Gallengangsepithels, die ihnen ein Überleben über lange Zeiträume sichern.
Es wird angenommen, dass 1998 2,4 Millionen Menschen weltweit infiziert und 240 Millionen infektionsgefährdet waren. In einigen Regionen sind bis zu 60 % der Bevölkerung infiziert.

## Parasitologie
Palaeoparasitologische Funde aus Chalain, Frankreich legen nahe, dass Infektionen mit Fasciola hepatica schon in der Jungsteinzeit stattgefunden haben. Die Analyse von 12 humanen Koprolithen und 10 Sedimentproben förderten einige gut erhaltene Eier von Fasciola hepatica, Trichuris und Diphyllobothrium zutage. Fasciola hepatica gehört zur Klasse der Trematoden (Saugwürmer). Er ist ein zwittriger blattförmiger Egel von 2–4 cm Länge. Als Zwischenwirt fungieren Wasserschnecken der Gattung Lymnaea. Die regulären Endwirte sind Herbivoren (Rinder, Schafe), der Mensch ist ein gelegentlicher Endwirt. Der Parasit kann auch im Menschen seinen Entwicklungszyklus komplettieren.

## Verbreitung
Die Fasziolose ist eine weltweit verbreitete Zoonose. Humane Infektionen erfolgen in der Regel sporadisch oder als lokal begrenzte Epidemie. Weltweit wird die Zahl der infizierten Menschen auf 2,4 bis 17 Millionen geschätzt. Am häufigsten sind Kinder im Schulalter befallen. Insbesondere Länder mit entsprechenden Ernährungsgewohnheiten wie Verzehr von Brunnenkresse oder Bewässerung mit metazerkarienhaltigem Brauchwasser zeigen eine höhere Prävalenz. Vegetarier haben ein erhöhtes Infektionsrisiko. Eine Infektion kann durch Trinken von Wasser mit frei schwimmenden Metazerkarien erfolgen. In Frankreich, Kuba, Peru, dem Nahen Osten und im Nildelta wird vermehrt über Infektionen berichtet. Eine hyperendemische Region ist das bolivianische Hochland („Altiplano“), wo genügend Menschen infiziert sind, um den Lebenszyklus aufrechtzuerhalten.
Einzelfälle sind aus Deutschland bei Naturkrautsammlern berichtet worden sowie bei zurückgekehrten Touristen oder Immigranten.

## Infektionsstadien
Es lassen sich drei Stadien der Infektion abgrenzen.
Nach der Aufnahme der Metazerkarien wandern diese innerhalb von 2–24 Stunden aus dem Darmbereich in die Bauchfellhöhle ein und innerhalb von 48 Stunden durch die Leberkapsel (Glisson-Kapsel) in die Leber ein.
Im akuten Stadium wandeln sich die unreifen Metazerkarien in unreife Larven, die durch das Lebergewebe wandern und dort Zell-Nekrosen und eosinophile Infiltrate erzeugen. Das akute Stadium dauert bis zu sieben Wochen. Es kommt zu Fieber, Gewichtsabnahme, Schmerzen im rechten Oberbauch und Epigastrium, Übelkeit und Erbrechen. Es findet sich ein Anstieg der eosinophilen Granulozyten im Blut (Eosinophilie), erhöhte Leberenzyme und Cholestasezeichen. Es können rechts-basale eosinophile Lungeninfiltrate auftreten. Bei 20–25 % der Patienten besteht ein Juckreiz, eine Urtikaria oder beides, oft mit Dermatographie.
Das latente oder „biliäre“ Stadium beginnt nach etwa 2–4 Monaten, wenn die juvenilen Egel in das Gallengangssystem eingewandert sind und mit der Eiproduktion beginnen. Die Symptome sind wenig ausgeprägt, es finden sich Magen-Darm-Beschwerden und eine Eosinophilie. Ein nicht bekannter Prozentsatz der Infizierten bleibt ohne klinische Symptome. Diese Phase kann Monate, Jahre oder Jahrzehnte dauern. Die adulten Leberegel sorgen für Entzündungen und Hyperplasie der Gallengänge bis hin zu einer biliären Zirrhose. Im Verlauf einer bakteriellen Sekundärinfektion kann es zu einer aufsteigenden Cholangitis und einer Cholezystitis kommen, ebenso kann eine akute Pankreatitis auftreten. Durch Schleimhauterosionen kann es zu einer Hämobilie kommen, mit Blutungen aus dem Gallengangssystem in den Magendarmtrakt. Bei massivem Wurmbefall ist eine mechanische Gallengangsobstruktion möglich. Abgestorbene Leberegel dienen eventuell als Kristallisationskeim für Gallengangskonkremente.
Im chronischen Stadium, aber nicht vorher, können im Stuhl gelblich-braune ovoide Eier nachgewiesen werden, die 130–150 µm lang und 60–90 µm breit sind. Im Ultraschall kann es möglich sein, die Parasiten im Gallengangssystem zu sehen, aufgrund der spontanen Bewegungen oder als sichelförmigen Blaseninhalt.

## Behandlung
Mittel der Wahl ist Triclabendazol, das bei guter Wirksamkeit auch eine hohe Verträglichkeit aufweist. In Deutschland ist allerdings kein Präparat auf der Basis von Triclabendazol zugelassen. In der Tiermedizin wird Triclabendazol seit 1983 eingesetzt, und nach einem Ausbruch 1989 im Iran wurde in Ägypten ein humanmedizinisches Präparat entwickelt und 1997 registriert.
Bei asymptomatischen menschlichen Trägern zeigte sich in einer Fallserie nach einer Einmalgabe von Triclabendazol eine Heilung in 79 %.
Bei Tieren wird ebenfalls Triclabendazol eingesetzt. Für essbare Gewebe besteht bei lebensmittelliefernden Tieren eine Wartezeit von 50 Tagen, Milch ist zu verwerfen. In der Tiermedizin sind in Deutschland ebenfalls zugelassen: Kombinationspräparate aus Ivermectin und Clorsulon, aus Ivermectin und Closantel sowie aus Closantel und Mebendazol.
Das ansonsten bei Trematoden als Mittel der ersten Wahl eingesetzte Praziquantel zeigt bei der Fasziolose nur eine geringe Wirksamkeit.